# Erhard Mauersberger
Erhard Mauersberger (Mauersberg, 29 december 1903 – Leipzig, 11 december 1982) was een Duitse organist, muziekpedagoog en koordirigent. Hij was de 14e Thomascantor na Johann Sebastian Bach.

## Leven
Erhard Mauersberger werd eind 1903 geboren als zoon van de cantor van de gemeente Mauersberg in het Ertsgebergte. Zijn broer Rudolf Mauersberger was cantor van de Kreuzschule in Dresden. Aan de beide broers is sinds 1973 het Mauersberger-Museum in hun geboortedorp gewijd.
Van 1914 tot 1920 was hij lid van het Thomanerchor onder Thomascantor Gustav Schreck en leerling van de Thomasschule in Leipzig. Hij studeerde orgel bij professor Karl Straube aan het conservatorium van Leipzig.
In 1925 volgde Mauersberger zijn broer op als koordirigent, organist en artistiek leider van de Bachvereniging te Aken. Van 1928 tot 1930 was hij docent aan de hogeschool voor muziek te Mainz, waar hij tevens als organist en dirigent van de Christuskirche actief was.
In 1930 volgde Mauersberger zijn broer opnieuw op, ditmaal als cantor van de Georgenkirche in Eisenach. Bovendien kreeg hij de leiding over de pas opgerichte kerkmuziekschool van de Evangelisch-Lutherse Kerk in Thüringen. Vanaf 1935 maakte hij deel uit van de kerkleiding en vanaf 1942 had hij de leiding over kerkmuziek in Thüringen. Hij stichtte en leidde het Bachkoor van Eisenach. In 1932 werd hij bovendien docent en in 1946 professor koorleiding aan het conservatorium te Weimar.
Vanaf 1939 was Mauersberger medewerker van het antisemitische Institut zur Erforschung und Beseitigung des jüdischen Einflusses auf das deutsche kirchliche Leben. Mauersberger leidde vanaf 1950 de hogeschool voor kerkmuziek te Eisenach. In 1961 volgde hij Kurt Thomas op als Thomascantor. Van 1963 tot 1982 was hij voorzitter van het Bach-comité in de Duitse Democratische Republiek. In 1972 kwam er een einde aan de loopbaan van Mauersberger. De officiële mededeling van het stadsbestuur Leipzig, dat hij verwond was geraakt door een ongeval, werd door Mauersberger in eigen kring ontkend. Hierna volgde een zuiveringsgolf, waarbij niet alleen de Thomascantor, maar ook de rector en twee inspecteurs van het Thomanerchor het veld moesten ruimen. Eind 1982 stierf Erhard Mauersberger op 78-jarige leeftijd te Leipzig.

## Werken
(Vooral kerkmuziek - a-capella-motetten)
- Die Heilung des Blinden von Jericho. Große Evangelienmotette
- Bleibe bei uns, Herr, denn es will Abend werden. Evangelienmotette
- Domine dirige me
- Weihnacht: Im Dunkeln tret’ ich gern hinaus (1974) voor solostemmen en negenstemmig koor.

### Liederen voor koor
- Vom Himmel hoch, o Englein kommt
- Wach, Nachtigall, wach auf
- Der du die Zeit in Händen hast
- Wer sich nach seinem Namen nennt
- O Herr, mache mich zum Werkzeug deines Friedens